# Hero Fiennes Tiffin
Hero Fiennes Tiffin, właściwie Hero Beauregard Faulkner Fiennes Tiffin (ur. 6 listopada 1997 w Londynie) – brytyjski aktor i model. Znany jest z roli Hardina Scotta w filmie After. Odgrywał także rolę 11-letniego Toma Riddle’a, młodszą wersję antagonisty – Lorda Voldemorta w filmie Harry Potter i Książę Półkrwi.
Urodził się w Londynie, jako syn reżyserki filmowej – Marthy Fiennes i operatora filmowego George’a Tiffina. Ma starszego brata – Titana oraz młodszą siostrę – Mercy. Jest siostrzeńcem aktorów Ralpha Fiennesa i Josepha Fiennesa. Uczęszczał do Emanuel School.
Po raz pierwszy na ekranie pojawił się w filmie Bigga than Ben. W 2009 roku zagrał rolę młodego Toma Riddle’a w filmie Harry Potter i Książę Półkrwi.
W 2018 dostał rolę Hardina Scotta w ekranizacji powieści After, autorstwa Anny Todd. Za tę rolę w 2019 zdobył nagrodę Teen Choice Awards, jako ulubiony aktor dramatu.
Ma podpisany kontrakt z agencją modeli Storm Management. Był modelem m.in. dla: Dolce & Gabbana, Dior, H&M, czy SuperDry.

## Filmografia
- 2008: Bigga than Ben jako Spartak
- 2009: Harry Potter i Książę Półkrwi jako Tom Riddle w wieku 11 lat
- 2012: Private Peaceful jako Młody Charlie
- 2015: The Man in the Box jako Hansi
- 2018: Safe jako Ioan Fuller
- 2019: Zrobione na czysto jako Jake
- 2019: After jako Hardin Scott
- 2020: The Silencing jako Brooks
- 2020: After 2 jako Hardin Scott
- 2021: After. Ocal mnie jako Hardin Scott
- 2022: After 4. Bez siebie nie przetrwamy jako Hardin Scott
- 2022: First Love jako Jim Albright
- 2023: After 5. Na zawsze jako Hardin Scott